# Det flasker sig
Det flasker sig er en dansk oplysningsfilm, der er instrueret af Nicolai Lichtenberg efter manuskript af Kirsten Bundgaard.

## Handling
Denne artikel mangler et handlingsreferat. Hjælp os med at skrive det.